# Amir Hadad
Amir Hadad (Hebreeuws:אמיר חדד) (Ramla, 17 februari 1978) is een Israëlische professionele tennisser.
Hadad speelt sinds 1995 proftennis. Hij is 182 cm lang en weegt 88 kilo. In totaal heeft hij $ 256.242 (februari 2009) bij elkaar gespeeld.
Zijn beste resultaat is het behalen van de derde ronde van het grandslamtennistoernooi Wimbledon in 2002 met zijn Pakistaanse tennispartner Aisam-ul-Haq Qureshi in het mannendubbel. Dit opmerkelijke duo haalde internationale krantenkoppen nadat de Pakistaanse sportsbond Qureshi dreigde te bannen vanwege zijn partnerschap met een Israëliër. Dit dreigement werd later weer ingetrokken. Amir kreeg wel steun van de Israëlische tennisbond.
Hadad heeft zijn notering voornamelijk aan de verschillende challengertoernooien te danken die hij op zijn naam heeft staan. In 2003 wist hij samen met zijn landgenoot Harel Levy het dubbeltoernooi van het challengertoernooi in Groningen te winnen. Zij versloegen in de finale het Nederlandse duo Fred Hemmes en Raemon Sluiter met 6-4 6-4. Voorts heeft hij onder meer overwinningen geboekt in Rome, San Remo en Kyoto. Zijn laatste overwinningen behaalde hij in 2008 in toernooien in respectievelijk Hongarije, Bosnië en Herzegovina en Kroatië.
Op 14 april 2003 noteerde hij in het enkelspel zijn hoogste positie als nummer 180 van de wereldranglijst. In het dubbelspel behaalde hij op 18 mei 2003 zijn beste notering als nummer 87 op de wereldranglijst.

## Palmares

### Enkelspel
| Nr.                          | Datum         | Toernooi    | Ondergrond | Tegenstander in finale | Score       | Details |
| ---------------------------- | ------------- | ----------- | ---------- | ---------------------- | ----------- | ------- |
| Gewonnen finales challengers |               |             |            |                        |             |         |
| 1.                           | 16 maart 2003 | Ho Chi Minh | Hardcourt  | Yuri Schukin           | 6-4, 7-6(4) |         |

### Dubbelspel
| Nr.                                       | Datum             | Toernooi    | Ondergrond    | Partner                  | Tegenstanders in finale               | Score            | Details |
| ----------------------------------------- | ----------------- | ----------- | ------------- | ------------------------ | ------------------------------------- | ---------------- | ------- |
| Gewonnen finales heren dubbel challengers |                   |             |               |                          |                                       |                  |         |
| 1.                                        | 9 september 2001  | Brasov      | Gravel        | Lovro Zovko              | Ben Ellwood Kalle Flygt               | 6-1, 4-6, 6-4    |         |
| 2.                                        | 3 maart 2002      | Ho Chi Minh | Hardcourt     | Alexander Peya           | Jaymon Crabb Peter Luczak             | 7-6(2), 7-5      |         |
| 3.                                        | 21 juli 2002      | Aptos       | Hardcourt     | Martín Vassallo Argüello | Brandon Coupe Brandon Hawk            | 6-4, 6-4         |         |
| 4.                                        | 9 maart 2003      | Kyoto       | Tapijt (i)    | Andy Ram                 | Jan Hájek Jimmy Wang                  | 3-6, 6-3, 6-1    |         |
| 5.                                        | 13 april 2003     | San Remo    | Gravel        | Daniele Bracciali        | Juan Balcells Juan Albert Viloca-Puig | 6-2, 6-4         |         |
| 6.                                        | 4 mei 2003        | Rome        | Gravel        | Martín Vassallo Argüello | Manuel Jorquera Diego Moyano          | 6-4, 3-6, 6-3    |         |
| 7.                                        | 5 oktober 2003    | Groningen   | Hardcourt (i) | Harel Levy               | Fred Hemmes Raemon Sluiter            | 6-4, 6-4         |         |
| 8.                                        | 2 november 2003   | Nottingham  | Hardcourt (i) | Harel Levy               | Scott Humphries Mark Merklein         | 6-4, 6-7(3), 6-3 |         |
| 9.                                        | 5 juni 2005       | Fürth       | Hardcourt (i) | Harel Levy               | Jan Frode Andersen Johan Landsberg    | 6-1, 6-2         |         |
| 10.                                       | 10 juli 2005      | Budaors     | Gravel        | Harel Levy               | Adam Chadaj Stéphane Robert           | 6-1, 6-2         |         |
| 11.                                       | 7 mei 2006        | Rome        | Gravel        | Konstantinos Economidis  | Manuel Jorquera Giancarlo Petrazzuolo | 6-4, 4-6, 10-5   |         |
| 12.                                       | 21 september 2008 | Banja Luka  | Gravel        | Atilla Balazs            | Rameez Junaid Philipp Marx            | 7-6, 6-2         |         |

## Prestatietabel
| Legenda | Legenda                          |
| ------- | -------------------------------- |
| g.t.    | geen toernooi gehouden           |
| l.c.    | lagere categorie                 |
| –       | niet deelgenomen                 |
| G       | uitgeschakeld in de groepsfase   |
| 1R      | uitgeschakeld in de eerste ronde |
| 2R      | uitgeschakeld in de tweede ronde |
| 3R      | uitgeschakeld in de derde ronde  |
| 4R      | uitgeschakeld in de vierde ronde |
| KF      | uitgeschakeld in de kwartfinale  |
| HF      | uitgeschakeld in de halve finale |
| F       | de finale verloren               |
| W       | het toernooi gewonnen            |
| w-v     | winst/verlies-balans             |

### Prestatietabel grand slam, enkelspel
| Toernooi        | 2002 |
| --------------- | ---- |
| Australian Open | –    |
| Roland Garros   | 2R   |
| Wimbledon       | –    |
| US Open         | –    |

### Prestatietabel grand slam, dubbelspel
| Toernooi        | 1999 | 2002 | 2003 |
| --------------- | ---- | ---- | ---- |
| Australian Open | –    | –    | –    |
| Roland Garros   | –    | –    | –    |
| Wimbledon       | 1R   | 3R   | 1R   |
| US Open         | –    | 2R   | –    |